# 사이타마 애견가 연쇄 살인 사건
사이타마 애견가 연쇄살인사건(埼玉愛犬家連続殺人事件 사이타마아이켄카렌조쿠사츠진지켄[*])은 1993년(헤이세이 5년) 일본 사이타마현 구마가야시 주변에서 발생한 살인사건이다. 제대로 된 수사보다 언론보도가 선행되었으며, 피의자 영상이 연일 방송된 뒤, 완전범죄를 노린 잔인한 결말이 밝혀지는 등 이상성이 높은 사건이었다.
사이타마현 구마가야시의 애완동물 가게 "아프리카 켄넬(アフリカケンネル)"은 부부인 S와 K가 운영하고 있었는데, 사기적인 상술을 반복하여 고객들 사이에 문제가 끊어지지 않았다. 대표적인 예로 "강아지가 태어나면 고가로 입양해준다"며 개 한 쌍을 엄청난 고가에 판매해 놓고 강아지를 데려오면 트집잡아 흥정하는 것 따위가 그런 장사수법이었다. S와 K 부부는 원래 알래스칸 맬러뮤트 브리더로 이름이 높았다. 그러나 버블 붕괴 이후 매출 감소 뿐 아니라 건물 증축 등으로 빚이 늘어나 가게 경영이 어려워졌다.
이들 부부는 문제를 제기해오는 고객들을, 아는 수의사로부터 받은 개 도살용 질산스트리키니네를 사용해 독살, 총 4명이 희생되었다. 시체는 매장 직원 야마자키(山崎)의 목욕탕에서 해체한 뒤 뼈는 드럼통에서 소각했다. 그리고 잔해는 군마현의 산림이나 하천에 버려 소위 “시신없는 살인”이라고 했다.
1994년(헤이세이 6년) 1월, 오사카 애견가 연쇄살인사건의 피의자가 체포되었는데, 이 사건과 무관하게 사이타마에서도 애견가들이 실종되었다는 소문이 돌기 시작했다. 2월부터 언론이 문제를 다루게 되어 사건이 표면화되었다. S가 결백을 주장하는 한편, 실종자 가족들은 사건을 계속 호소했다. 같은 해 12월 야마자키의 증언을 바탕으로 피해자들의 유골과 유류품을 발견, 1995년 1월 5일 S와 K가 체포되었다. 물증이 거의 남아있지 않았기 때문에 유일하게 일관된 진술을 하고 증거 발견에 협력한 야마자키의 증언을 바탕으로 사건이 입증되었다. 그러나 야마자키는 검찰과 밀약이 있었음을 공판에서 증언했고, 그 약속이 휴지조각이 되자 S와 K의 공판에서 증언을 거부했다.
S와 K는 공판에서 서로가 주범이라고 주장했다. 우라와 지방재판소(현 사이타마 지방재판소)는 검찰측 주장을 전면적으로 인정, 부부가 대등한 입장에서 공모한 공동정범이라고 인정(다만 사건 4건 중 1건은 S의 단독범행으로 인정)했다. 2001년 3월 21일, 재판소는 검찰 구형대로 부부에게 사형을 선고했다. 2005년 7월 11일 도쿄 고등재판소는 1심의 선고를 지지하고 부부의 항소를 기가했다. 부부는 상고했지만 2009년 6월 5일 최고재판소가 상고를 기각, 사형 판결이 확정되었다.
소노 시온의 영화 차가운 열대어가 이 사건을 바탕으로 극화한 것이다.